# Dama de ferro

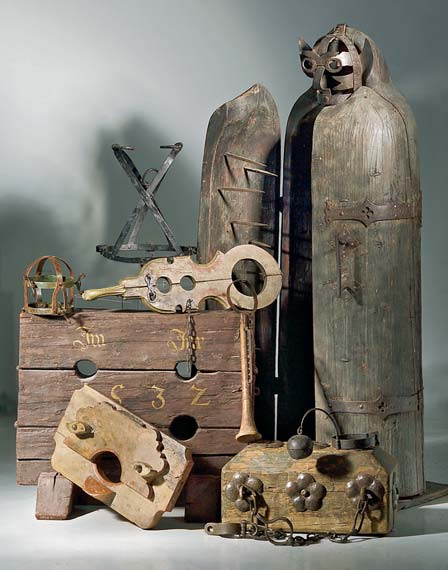
Conjunto de vários aparelhos antigos de tortura. A "dama de ferro" está à direita.

A dama de ferro, também conhecida como "Virgem de Ferro" ou "Donzela de Ferro" devido a alguns exemplares tidos como medievais trazerem uma representação da face da Virgem Maria, é um instrumento de tortura e execução. Esse nome corresponde ao original germânico Eiserne Jungfrau e o instrumento consiste em uma cápsula de ferro com uma fronte esculpida, suficientemente alta para enclausurar um ser humano. Possui dobradiças e abre como um ataúde. Usualmente, existem pequenas aberturas por onde o suposto torturado ou condenado pudesse responder ao interrogador ou sofrer ferimentos através de facas ou pregos. No interior da cápsula havia cravos de ferro que perfuravam o corpo do aprisionado mas não atingiam órgãos vitais. Este perderia sangue ou mesmo agonizaria por asfixia.
Embora por vezes tenha se afirmado que a Dama de Ferro fazia parte das ferramentas usadas pela Inquisição como forma de torturar as vítimas, estudos apontam que tal alegação constitui um mito popular, sendo inclusive o famoso sarcófago fabricado em terras germânicas quando este em sua maior parte já constituía território protestante.

## Origem
A "dama de ferro" é tida como própria da Idade Média, porém há estudos que afirmam não ter sido a mesma inventada antes do século XVIII.
Wolfgang Schild, um professor de direito penal da Universidade de Bielefeld, argumenta que qualquer exemplar de "dama de ferro" conhecida são na verdade partes de um conjunto de peças medievais reunidas a outros artefatos de museus, com a intenção de chamarem a atenção para exibição comercial.
Um famoso exemplar de "dama de ferro", conhecida como dama de ferro de Nuremberg ou "Virgem de Nuremberg", surgiu por volta de 1802. Tinha um formato antropomórfico e representaria em estilo gótico primitivo a figura de Maria, a mãe de Jesus, com uma face piedosa.
A original se perderia durante o bombardeio aliado em 1944. Uma cópia proveniente do "Castelo Real de Nuremberg", foi vendida para Charles Chetwynd-Talbot em 1890, juntamente com outros aparelhos de tortura, e, após ser exibida em Chicago, 1893, seria levada para uma tour americana. A cópia foi autenticada no início dos anos de 1960 e agora faz parte do Museu Medieval do Crime da cidade de Rothenburg ob der Tauber.
Historiadores concordam que Johann Philipp Siebenkees criou uma história falsa em 1793. Conforme escreveu Siebenkees, o aparelho foi usado pela primeira vez em 14 de agosto de 1515, para executar um falsificador de moedas.
Inspiração para a construção da "Dama de ferro" pode ter ocorrido de uma passagem de Santo Agostinho em seu livro "Cidade de Deus", quando é referida a morte de Marcus Atilius Regulus. Ele teria sido executado pelos cartagineses que o colocaram num caixote de madeira com pregos pontiagudos em ambos os lados, de modo a não poder se mexer sem ser perfurado. Outra hipótese é a máquina da morte de Apega, que foi chamada com o mesmo nome da esposa do cruel Nabis, tirano de Esparta.